# Анселмо Гуидо Пекорари
Негово Преосвещенство архиепископ д-р Анселмо Гуидо Пекорари (на италиански: Anselmo Guido Pecorari) е италиански католически духовник, ватикански дипломат, титулярен архиепископ на Популония. Апостолически нунций в България от 25 април 2014 г. до 31 декември 2021 г.

## Биография
Анселмо Гуидо Пекорари е роден на 19 май 1946 г. в Италия, в семейството на земеделци, практикуващи католици. Ръкоположен е за свещеник на 27 септември 1970 г., а за епископ – на 11 януари 2004 г. от кардинал Анджело Содано. Завършил е теология и каноническо право.
През 1980 г. влиза в дипломатическата служба на Светия престол и служи в апостолическата нунциатура в Либерия, в Държавния секретариат, а след това в папските представителства в Испания, Ирландия и Словения. Като апостолически нунций в Руанда, където Папа Йоан Павел ІІ го изпраща през 2003 г., той обслужва сиропиталище за деца на убити родители. През 2008 г. е назначен за нунций в Уругвай. Монс. Пекорари е избран за нунций в България на 25 април 2014 г. На 31 декември 2021 г. папа Франциск приема оставката му поради навършена 75-годишна възраст.
Заемал е длъжността апостолически нунций в следните страни:
- Руанда (2003 – 2008)
- Уругвай (2008 – 2014)
- България (2014 – 2021)
- Северна Македония (2014 – 2021) (със седалище в България)

## Награди
- На 30 декември 2021 г. монс. Анселмо Гуидо Пекорари е удостоен с орден „Мадарски конник“ I степен от Президента на Република България Румен Радев, „за особено големите му заслуги за развитието на двустранните отношения между Република България и Светия престол“.[2]